# Anya Lahiri
Anya Lahiri (ur. 1 maja 1982 w Londynie) – brytyjska piosenkarka, aktorka, modelka pochodzenia hindusko-fińskiego. W przeszłości należała do zespołu Precious.

## Filmografia
- 2005: Fine Art of Love: Mine Ha-Ha, The jako Rain
- 2004: Tornado jako Irena
- 2009: Goal 3 jako June

## Gościnnie
- 2003–2004:  Inspektor Eddie jako Zoe